# 素。
『素。』（す）は、阿部真央の3枚目のアルバム。2011年6月1日にポニーキャニオンから発売。

## 概要
前作「ポっぷ」から約1年5ヶ月ぶりとなるアルバム。2010年に発売された「ロンリー」「19歳の唄」や、アルバムの先行シングルとして発売された「モットー。／光」、2010年のツアー「阿部真央らいぶNo.2」で初披露された「ストーカーの唄 〜3丁目、貴方の家〜」を含む13曲が収録されている。当初は2月に発売予定だったが、声帯治療の為に発売が延期となった。
今作の収録曲は、タイトル通り阿部自身の気持ちを反映させた楽曲が収録されている。収録曲のうち「じゃあ、何故」「なめとんか」「走れ」の3
曲は高校時代に書かれた曲で、他は上京してから書かれた曲である。
ジャケットは、先行シングル「モットー。／光」と同じ写真が使われているが、シングルでは目の部分にかかっていたモザイクが外れている。
「for ロンリー」は2014年にAimerがカバー(阿部真央もボーカルとして参加)しており、ミニアルバム「誰か、海を。 EP」に収録されている。

## 収録内容
| 全作詞・作曲: 阿部真央。 |                                        |          |            |                    |      |
| #                        | タイトル                               | 作詞     | 作曲・編曲 | 編曲家             | 時間 |
| 1.                       | 「痛み」                               | 阿部真央 | 阿部真央   | 根岸孝旨           | 3:42 |
| 2.                       | 「じゃあ、何故」                       | 阿部真央 | 阿部真央   | 小森雄壱、安藤正和 | 3:35 |
| 3.                       | 「モットー。」                         | 阿部真央 | 阿部真央   | 小森雄壱、安藤正和 | 3:27 |
| 4.                       | 「19歳の唄」                           | 阿部真央 | 阿部真央   | 根岸孝旨           | 3:57 |
| 5.                       | 「なめとんか」                         | 阿部真央 | 阿部真央   | 根岸孝旨           | 3:01 |
| 6.                       | 「ヤだ」                               | 阿部真央 | 阿部真央   | 阿部真央           | 4:21 |
| 7.                       | 「もう」                               | 阿部真央 | 阿部真央   | 阿部真央           | 4:46 |
| 8.                       | 「TA」                                 | 阿部真央 | 阿部真央   | 小森雄壱           | 3:56 |
| 9.                       | 「走れ」                               | 阿部真央 | 阿部真央   | 根岸孝旨           | 3:45 |
| 10.                      | 「ロンリー」                           | 阿部真央 | 阿部真央   | 安藤正和           | 3:56 |
| 11.                      | 「for ロンリー」                       | 阿部真央 | 阿部真央   | 根岸孝旨、安藤正和 | 4:59 |
| 12.                      | 「ストーカーの唄 〜3丁目、貴方の家〜」 | 阿部真央 | 阿部真央   | 阿部真央           | 4:03 |
| 13.                      | 「光」                                 | 阿部真央 | 阿部真央   | 根岸孝旨           | 5:55 |

| #  | タイトル                    | 作詞 | 作曲・編曲 |
| -- | --------------------------- | ---- | ---------- |
| 1. | 「ロンリー -music clip-」   |      |            |
| 2. | 「19歳の唄 -music clip-」   |      |            |
| 3. | 「モットー。 -music clip-」 |      |            |
| 4. | 「モットー。 -off shot-」   |      |            |
| 5. | 「光 -documentary clip-」   |      |            |

## 演奏
- 阿部真央
  - Vocal & Acoustic Guitar
  - Background Vocals (#2.3.4.6.8.10.13)
  - Tambourine (#11)
- 根岸孝旨：Bass (#1.2.4.5.9.11.13)
- 佐野康夫：Drums (#1.4.5.9.13)
- 西川進：Electric Guitar (#1.4.5.9.13)
- 小森雄壱：Programming (#2.3.8.10)
- 吉田佳史 (TRICERATOPS)：Drums (#2.3.11)
- 弥吉淳二：Electric Guitar (#2.3.10.11)
- 高間有一：Bass (#3)
- 梯郁夫：Percussion (#8)
- 友納真緒：Cello (#8)
- 岡さおり：Viola (#8)
- 漆原直美、久保啓子：Violin (#8)
- 宮川剛：Drums (#10)
- イワイエイキチ：Bass (#10)
- 本間昭光：Keyboards (#13)

## タイアップ
- 痛み

毎日放送『女性ホルモン分泌バラエティー 全力☆が〜る』エンディングテーマ
- モットー。

TBS系（毎日放送制作）『くらべるくらべらー』エンディングテーマ（2011年4月 - 6月）
テレビ東京系『JAPAN COUNTDOWN』オープニングテーマ（2011年5月）
フジテレビ系『志村軒』エンディングテーマ（2011年6月）
JFN『志村けんのFIRST STAGE〜はじめの一歩〜』エンディングテーマ（2011年7月）
SKI JAM CMソング
- ロンリー

カルピスウォーターCMソング（2010年度）
日本テレビ系『ハッピーMusic』オープニングテーマ（2010年6月）